# ريك سافج
ريتشارد سافج (بالإنجليزية: Richard Savage)‏ (وُلد في 2 ديسمبر عام 1960) هو موسيقي إنجليزي، وهو معروف بدوره كعازف غيتار البيس، وأحد الأعضاء المؤسسين لفرقة الروك الإنجليزية ديف ليبارد. سافج والمغني الرئيس جو إليوت هما العضوان الوحيدان الأصليان الباقيان من الفرقة. الاثنان، بالإضافة لعازف الطبول، ريك ألين، هم أعضاء الفرقة الوحيدون الذين ظهروا في كل ألبومات الفرقة.

## سيرة
ولد ريتشارد سافج في شفيلد، جنوب يوركشير، إنجلترا. درس سافج في مدرسة تابتون الثانوية بشفيلد. تعلم سافج عزف الإيتار في صغره مع أخيه الأكبر، حيث كانا يعزف أغانٍ منها «ماغي ماي» لرود ستيوارت و«أميريكان باي» لدون مكلين. كان سافج أيضاً يطمح بأن يكون لاعب كرة قدم محترف مع شيفيلد يونايتد، بالرغم من إخلاصه للخصم شيفيلد وينزداي. في النهاية، اختار سافج مجال الموسيقى وشكل فرقة مع بعض زملائه في المدرسة: توني كيننغ وبيت ويليس. تحت عنوان أتوميك ماس، قاموا بعزف أغانٍ لكوين، وسليد، وديب بيربل، وجيمي هندريكس، بالإضافة إلى تقليد بعض الأغاني المشهورة آنذاك.
في وقت لاحق، قرر أعضاء الفرقة على ترك عزف الإيتار لويليس، بينما تولى سافج دور عازف غيتار البيس. قام أعضاء الفرقة بتجربة صديق ويليس، جو إليوت، لدور المغني. ضمت الفرقة لاحقاً عازف الإيتار ستيف كلارك، وتغير اسم الفرقة لديف ليبارد.
أصيب سافج بشلل الوجه النصفي عام 1994، مما أضعف عضلات وجهه وجعلها مشلولة جزئياً. تعافى سافج من الشلل، لكن أثاره لاتزال ظاهرة، بالأخص عند شعوره بالإجهاد.
من مقابلته مع غوردن شيرر على DefLeppard.com:
شيرر: «ماذا عن فترة إصابتك بشلل الوجه النصفي؟ هل غير ذلك طريقة تعاملك مع الأشياء؟ الكثير من النميمة، والكثير من التعليقات. قد أتخيل انتقالك من الموقع الذي كنت فيه - من حياة الجنس والروك...»
سافج: «كان من الصعب التأقلم مع ذلك وفهم الأسباب. كان من السهل علي معرفة الجواب للعرَض» لماذا أنا؟«. جزئياً بسبب الشلل. كان الوضع صعباً أكثر لعدم قدرتي على الأكل بشكل جيد، أو النوم بشكل مريح بدون وضع رقعة عين على عيني لأني لا أستطيع أن أغمضها، وأشياء من هذا القبيل. تأثير ذلك على حياتي اليومية كان أصعب شيء. بالمقارنة، كان ذلك مرضاً منهكاً بشكل بسيط. يجعلني ذلك أشعر بالتواضع بعد رؤية ما مر به ريك ألين وكيف تأقلم مع وضعه. لذا، كان من المفضل لدي لو لم أصب بالمرض، لكنني أًصبت وكان علي القيام بأفضل ما لدي.»

## حياة شخصية
سافج متزوج من بيج هانون، والتي أنجب منها ثلاثة أطفال (أحدهم من علاقته السابقة ببيج): جوردان، وتايلر، وسكوت.

## آلات
يستعمل سافج حالياً غيتارات بيس خاصة من صناعة جاكسون بعد أن كان يستعمل غيتارات بيس واشبرن XB920 (4 أوتار) وXB925 (5 أوتار) منذ عام 1999الى عام 2009. كان سافج يستعمل سابقاً غيتارات بيس هيمر ذات الأربعة والخمسة أوتار لأكثر من 17 عاماً بدءاً بنموذجها «بليتز» المستوحى من غيبسون إكسبلورر لألبومي هاي 'ن' دراي وبايرومانيا لفترة 1982-1985، بالإضافة لنموذج هيمر الحديث من إكسبلورر، «سكاراب» والذي استعمل منه اللون الأبيض أثناء جلسات تسجيل وجولة هستيريا (بالرغم من استعمال سافج ل«بليتز» الأسود اللون بضبط C#ADG لأغنية ديف ليبارد الناجحة «بور سام شغر أون مي» والذي يظهر في الفيديو/الدي في دي المباشر لايف: إن ذا راوند، إن يور فيس، ونموذج «سكاراب» أسود برأس غيتار مقلوب في فيديو «روكيت» وأداء الفرقة في جوائز إم تي في الأغاني المصورة عام 1989) لفترة 1985-1989. مع إصدار أدرينالايز، استعمل سافج مجموعة من نماذج تشابارال ماكس ذات الخمسة أوتار بعدة ألوان بما فيها «الغرانيت» الأبيض والأسود، وثانٍ بغلاف ألبوم أدرينالايز على الإيتار، وآخر مصبوغ بالأسود لفترة 1990-1999. غير سافج استعماله لغيتارات بيس واشبرن أثناء حملة الترويج لألبوم يوفوريا عام 1999، وأعطته واشبرن نموذج ناتشرال فليم XB925 عام 1999، والذي صار أداته الأساسية منذ حينها. مع ذلك، فإن غيتار البيس الأشهر له هو XB925 المطبوع عليه علم الاتحاد، متبوعاً بXB925 المطبوع عليه صليب القديس جرجس، مع عودة الطباعتين على غيتارات بيس جاكسون الجديدة منذ 2009. حصل سافج على غيتاري بيس اثنين آخرين من جاكسون: أحدهما برسم علم الاتحاد رمادي اللون، والآخر بطبعة ألوان شيفيلد وينزداي مع شعار الفريق، حيث استعمل الغيتارين في جولة ميرور بول عام 2011. لم يقم سافج باستعمال أصابعه لعزف البيس، حيث اعتمد بالكامل على ريشة عزف. في مقابلته مع مجلة بيس غيتار، قال سافج: «عزفي بأصابعي فظيع جداً، ودائماً ما أستعمل الريشة للعزف. أحب أن يكون لدي تناسق في الصوت في أي مكان على لوحة الأصابع. اكتشفت أني عند عزفي بأصابعي، تكون بعض العلامات الموسيقية قوية جداً، بينما يكون بعضها الآخر ضعيفاً جداً. ذلك سيكون كابوساً للمهندس الصوتي بمجرد كبس الأصوات ليتأكد من وجود توازن مناسب عن العزف على المسرح».

## ديسكوغرافيا
- ذا ديف ليبارد إي.بي. (1979)
- أون ثرو ذا نايت (1980)
- هاي 'ن' دراي (1981)
- بايرومانيا (1983)
- هستيريا (1987)
- أدرينالايز (1992)
- ريترو أكتيف (1993)
- سلانغ (1996)
- يوفوريا (1999)
- X (2002)
- ياه! (2006)
- سونغز فروم ذا سباركل لاونج (2008)
- ميرور بول — لايف آند مور (2011)
- فيفا! هستيريا (2013)
- ديف ليبارد (2015)

## روابط خارجية
- ريك سافج على موقع IMDb (الإنجليزية)
- ريك سافج على موقع ميوزك برينز (الإنجليزية)
- ريك سافج على موقع إن إن دي بي (الإنجليزية)
- ريك سافج على موقع أول ميوزيك (الإنجليزية)
- ريك سافج على موقع ديسكوغز (الإنجليزية)
- ريك سافج على موقع قاعدة بيانات الفيلم (الإنجليزية)